# テデュグルチド
テデュグルチド（Teduglutide）は、グルカゴン様ペプチド-2（GLP-2）のアナログであり、短腸症候群の治療に使用される。化学的には33アミノ酸からなるポリペプチドである。腸粘膜の成長を促すことと、おそらく胃の内容物送出と胃酸分泌を抑制することによって作用する。欧州では希少疾病用医薬品に指定され販売されている。米国では、2012年12月21日に承認され、希少疾病用医薬品とされている。日本では2014年4月の「第19回 医療上の必要性の高い未承認薬・適応外薬検討会議」の要望を受けて開発され、同年8月に希少疾病用医薬品に指定され、2020年10月に承認申請され、2021年6月に承認された。

## 効能・効果
- 短腸症候群[6]

ある程度までの切除であれば腸は適応できるが、切除部分によっては水・ミネラル・ビタミンの非経口的補給が必要となることがある。テデュグルチドは腸管粘膜の機能強化などの機序により、輸液の必要性を低減・短縮できる。

## 禁忌
胃腸、肝胆道系、膵臓に悪性腫瘍を有する患者と過去5年以内にそれらの疾患の既往がある患者には禁忌である。

## 副作用
重大な副作用として、
- 腸ポリープ（1.7%） -  大腸ポリープ、十二指腸ポリープなど
- 腸閉塞、消化管ストーマの閉塞（3.0%） - 結腸狭窄、小腸狭窄などの腸閉塞、消化管ストーマの閉塞
- 胆嚢・胆道障害（1.7%） - 胆嚢炎、急性胆嚢炎、胆管炎、胆石症など
- 膵疾患（0.9%） - 慢性膵炎、急性膵炎、膵管狭窄、膵感染など
- 体液貯留（4.3%） - 鬱血性心不全（0.4%）

が知られている。
臨床試験でよく見られた副作用は、腹部不快感（49%）、呼吸器感染症（28%）、嘔気（27%）、嘔吐（14%）、注射部位の局所反応（21%）、頭痛（17%）であった。

## 化学的特徴・作用機序
天然のGLP-2の2番めのアミノ酸をアラニンからグリシンに置き換えたものである。これにより、GLP-2の生物学的作用を維持しつつも、ジペプチジルペプチダーゼによる分解を阻害することで半減期をGLP-2の7分から約2時間に延ばすことに成功した。腸管粘膜の維持、腸管血流の増加、消化管運動の抑制、胃酸の分泌抑制などの作用を有する。

## 参考資料
1. ↑  “Teduglutide, a novel glucagon-like peptide 2 analog, in the treatment of patients with short bowel syndrome”. Therapeutic Advances in Gastroenterology 5 (3):  159–71. (May 2012). doi:10.1177/1756283X11436318. PMC 3342570. PMID 22570676.
2. ↑  “資料６ 第III回未承認薬・適応外薬の開発要望について”.   厚生労働省. 2021年10月5日閲覧。
3. ↑  “希少疾病用医薬品の指定取消し及び希少疾病用医薬品の指定について”. 2021年10月5日閲覧。
4. ↑  “短腸症候群治療剤テデュグルチドの製造販売承認申請について”. www.takeda.com. 2021年10月5日閲覧。
5. ↑  “本邦初の短腸症候群治療剤「レベスティブ®」の製造販売承認取得について”. www.takeda.com. 2021年10月5日閲覧。
6. 1 2 3  “レベスティブ皮下注用3.8mg 添付文書”. www.info.pmda.go.jp. 2021年10月5日閲覧。
7. 1 2 3  “Das Kurzdarmsyndrom ist erstmals behandelbar: Revestive” (German). Österreichische Apothekerzeitung (1/2015):  20f. (5 January 2015).